# Gabinetto fotografico nazionale
Il Gabinetto Fotografico Nazionale (GFN) svolse le funzioni di Ente Fotografico dello Stato italiano dalla sua costituzione fino al 1975. Si trova a Roma, in via San Michele 18, nel complesso monumentale di San Michele a Ripa Grande, all'interno dell'Istituto centrale per il Catalogo e la Documentazione.

## Storia
Ebbe sede a Roma in via in Miranda «in un vecchio convento a ridosso della Basilica dei SS. Cosma e Damiano» e nacque per la riproduzione dei monumenti e delle opere d'arte dietro la direzione dell'ingegnere toscano e poi fotografo Giovanni Gargiolli attivissimo nel circuito fotografico romano e nazionale; la prima collocazione dell'ufficio fu nella sede della Calcografia Nazionale da cui si distacco nel 1895 per passare dietro la direzione di Giacomo Boni, all'epoca direttore della Soprintendenza alle Antichità di Roma. L'ufficio, cui si aggiunsero ad inizio 1900 altri tecnici di supporto al Gargiolli, operò dal 1907 alle dipendenze dirette del Ministro della Direzione Generale Antichità e Belle Arti del Ministro della Pubblica Istruzione grazie all'attenzione del suo direttore generale Corrado Ricci il quale, nel 1913 promulgò il decreto istitutivo.
Rispetto all'imprenditoria privata delle aziende fotografiche dell'epoca (Alinari, Brogi, Anderson), «il nuovo ufficio poteva lavorare con assoluto disinteresse. (…) L'altro vantaggio era quello di essere dentro l'amministrazione stessa delle belle arti, cioè dentro il lavoro di inventario e catalogazione che era allora agli inizi».
Il GFN aveva inizialmente anche funzioni commerciali, vale a dire «la vendita del materiale fotografico di propria edizione: Gargiolli compì in quegli anni un notevole sforzo per inserire il GFN nel ristretto novero delle grandi case produttrici di immagini artistiche».; ne sono testimonianza il Catalogo delle fotografie edito tra 1903 e 1904 ed il suo unico Supplemento del 1907 con il quale si rendeva noti gli scatti eseguiti, i costi, le diverse tecniche  in cui era possibile ottenere le stampe. Nel 1928, sotto la direzione di Carlo Carboni, il GF venne commissariato e le oltre 25.000 lastre in vetro del suo archivio trasferite nei depositi del neo nato Istituto LUCE dove rimasero fino al 1943 quando Bito Coppola, succeduto a Carboni alla direzione dell'ufficio fotografico, le riportò alla sede di produzione originaria. Dopo la guerra il lavoro dell'ufficio si svolse sia secondo la tradizionale forma di missioni comandate e richieste da funzionari e da privati tramite intercessione della DGAABB sia nello spazio dell'archivio, che si va via via storicizzando per arrivare alla illuminata direzione di Carlo Bertelli, al quale si deve una spinta all'incremento dei materiali fotografici - strumenti, negativi, positivi, schedari etc etc - grazie ad una politica di acquisizione  coerente e continuata nel tempo che consentì l'acquisizione di importanti archivi sia di fotografi che di studiosi.
Tale sforzo fu coronato da successo: una recente indagine compiuta su un campione di oltre 235.000 foto pubblicate sulle maggiori opere editoriali del Novecento colloca il GFN al quinto posto tra i maggiori fornitori di illustrazioni di libri d'arte, architettura, archeologia, geografia.
Le fotografie del GFN, secondo l'impostazione data dal suo fondatore e primo direttore, venivano raramente ritoccate in post produzione e qualora fosse indispensabile intervenire manualmente sulla lastra in vetro, ci  si limita a evidenziare o rimuovere elementi di disturbo o ad alzare ed abbassare i toni luminosi; al contrario delle imprese a base fotografica coeve lo 'stile' del GF puntava nel mantenere così da evidenziare  lo stato di conservazione/deterioramento dell'opera fotografata: Una composizione del tutto opposta allo 'stile Alinari' con cui è riassunta la sigla compositiva di derivazione neo rinascimentale della grande azienda fiorentina, cui il GF contrappone una documentazione vicina all'estetica della 'straight photography' che predilige il documento sull'immagine. La funzione delle fotografie eseguite è infatti nella qualità documentaria che avrebbe guidato le operazioni di restauro, movimentazione, protezione, ricostruzione, assestamento storico critico delle opere fotografate
Col passare degli anni e l'avvicendarsi di vari direttori (tra cui i Carlo Bertelli e Oreste Ferrari), il GFN venne assumendo anche il ruolo di acquisizione di importanti collezioni fotografiche, sottraendole così alla dispersione. È il caso, ad esempio, delle fotografie  Bencini&Sansoni, Giacomo Pozzi-Bellini, Enrico Valenziani, Francesco Chigi, Mario Nunes Vais, Luciano Morpurgo, Francesco Paolo Michetti, Edoardo Gioja, così come il fondo di Piero Becchetti ed altri archivi più recenti che si sono aggiunti nel tempo.
Nel 1975, con la costituzione del Ministero per i Beni Culturali e Ambientali da parte di Giovanni Spadolini il GFN venne trasformato nel laboratorio per la fotografia e il rilievo dell'Istituto centrale per il catalogo e la documentazione - ICCD (D.P.R. 3.12.1975, n° 805), tuttora attivo.